# Bataille de Al-Manajir
Guerre civile syrienne
Batailles
La bataille de Al-Manajir se déroule du 25 au 26 janvier 2014 lors de la guerre civile syrienne.

## Déroulement
Le 26 janvier 2014, les forces de l'État islamique en Irak et au Levant attaquent la petite ville de  Al-Manajir, tenue depuis novembre par les YPG. L'attaque commence le matin du 25 janvier, lorsque les djihadistes débutent l'offensive par l'envoi d'un kamikaze conduisant une voiture piégée. Ce dernier se fait exploser à un check-point, tuant un combattant des YPG. Les combats s'engagent ensuite au nord et à l'ouest de la ville, cependant les combattants kurdes et arabes des YPG résistent à l'offensive. À la fin de la journée, le bilan est de deux morts pour les YPG contre sept tués du côté des djihadistes. 
Les combats reprennent le lendemain, dans la matinée les YPG détruisent un char T-62 et en capturent un autre. Ils prennent l'avantage au nord et repoussent les djihadistes vers l'ouest. Ces derniers tentent un moment de résister mais ils finissent par battre en retraite lorsque les YPG reçoivent des renforts supplémentaires. 
Le bilan est de quatre morts pour les YPG contre 23 tués pour les forces de l'EIIL, qui perdent également trois chars et deux pick-up.